# 變成蝙蝠會怎樣？

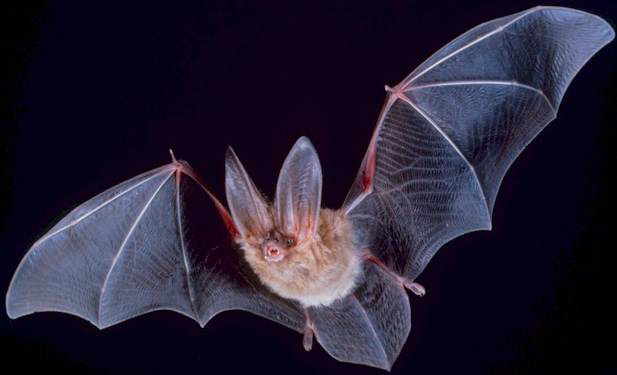
托马斯·内格尔提出，即使人们可以“从蝙蝠的视角”出发想象作为一只蝙蝠的体验，但仍不可能得知“一只作为蝙蝠的蝙蝠”到底是何种体验。（图为一只湯森大耳蝠）

《成為一隻蝙蝠可能是什麼樣子》（英語：What is it like to be a bat?）是美国哲学家湯瑪斯·內格爾于1974年10月发表的论文，旨在說明感質在物理與心智之間的解釋鴻溝。论文最初见于《哲学评论》季刊，后收录在内格尔的作品集《人的问题》（Mortal Questions）中。文章探讨了与意识相关的诸多难题，包括因“人的概念所无法把握的事实”而导致心身问题的无解、客观性与还原论的限制、主观经验的“现象学特质”、人类想象力的局限，以及成为一个特定意识体的含义。
内格尔在此文中给出了一个著名的论断：“从根本上说，当且仅当一个有机体具有作为那个有机体是什么样（对于那个有机体来说是什么样）的经验时，它才具有有意识的心理状态。”该论断后来成为了意识研究中关于意识体验的标准描述方法。哲学家丹尼尔·德内特对文中部分观点表达了强烈的反对意见，但亦承认这篇论文是“关于意识研究，引用最广、影响力最大”的文章。

## 概述

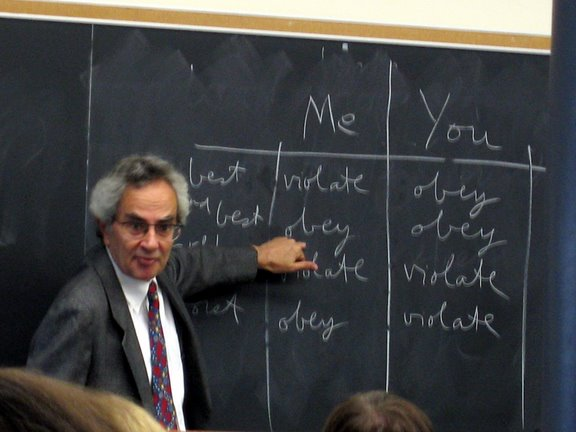
托马斯·内格尔

论文开篇，内格尔表示将挑战唯物主义还原论无力解决的“对于有意识心理现象的最重要最典型的特征”。唯物主义还原论者认为，有关心智的一切状态都可无损的转译为物理层面的状态。例如，一个持有该理论的科学家在分析心身问题时，会表示无论“意识”为何物，它总可以借发生在大脑和身体中的物理过程得到完整描述。
内格尔首先表明，“有意识经验是一个广泛的现象”，它出现于动物（尤其是哺乳动物）的许多层面上，但难以为它提供确实证据。上述说法显示出，内格尔认为意识并非人类的专利，许多有机体都具备这一特征。他所谈到的意识是除感知以外的某种事物，因为已有普遍证据表明，具有感知器官的有机体也必然具备处理感官知觉的生物过程。据内格尔所言，有机体所共有的是一种“意识的心理状态”，是“当且仅当一个有机体具有作为那个有机体是什么样（对于那个有机体来说是什么样）的经验时”的体验。
他在文章中表示，意识的主观本性排除了任何期望从客观、还原论角度对其作出解释的尝试。因为经验的主观性无法由机能状态或现象状态得到解释，故而也就无法透过还原论来作出解释。而如果忽略经验的主观性，对意识的理解就会变得不完整。经验的主观性是无法被归约为物质的心理现象。因此如果从还原论观点解释意识，经验的主观性就被抛弃了，而这必然是不合理的。此外，从物理主义视角出发，必须对心理现象的特征作出物理解释，而经验的现象学特征只在主观中才可考察，因此这类物理解释是不可能实现的。鉴于此，内格尔论证每一主观经验都必须与“某一个别的观点”相联，这也否定了客观阐述意识经验的可能性。
接着，内格尔使用蝙蝠作为比喻，借以区分主观与客观概念。蝙蝠是哺乳动物，因此人们常认为它们亦具备意识体验。内格尔选取蝙蝠作为论证对象，因为这种动物具有显著异于其它生物的演化特征——超声波感知。这种感知与人类的视觉类似，蝙蝠借其探索周围环境并侦测猎物。蝙蝠的声呐与人类的视觉都被视为一类感知经验，可是，尽管人类或许可以想象自己作为一只蝙蝠飞行、利用声呐导航、倒挂休憩、以昆虫为食，但这与实际作为一只蝙蝠的感知仍是不同的。内格尔甚至表示，即使人类有技术在生理结构上使自己逐渐转变为蝙蝠的模样，他们的大脑也不会以出生时就是蝙蝠的蝙蝠一样连接与运作。因此，这种形态改变后的人也只能体验到作为一只蝙蝠的生活方式与行为，却无法真正理解和体验蝙蝠的思维方式。
从上述比喻可以看到主观性与客观性的差别。根据内格尔的观点，在其他领域，还原的过程是走向更大的客观性、向着对事物真正性质的更准确观点前进。人在思考外部世界时首先是从知觉感官出发，而后扩展至更少依赖感官的外部客观手段。然而，这一方法并不适用于对人类经验本身的研究，我们无法在这一领域应用从现象到本质的方法。人的经验中唯一无可置疑的只有他的心理活动，这意味着每一个体所知的只有作为他们自身的体验（主观主义）。但客观性需要一种无偏向、非主观的感知状态。因此对内格尔而言，客观感知是无法达成的，因为人类的经验总是被限制在主观范围内。
在结论中，内格尔表示我们不能说物理主义是错误的，因为物理主义观点本身还未得到完全理解。物理主义声称包括心理活动在内的所有事件与状态在本质上都是物理的，但关于这些物理事件与状态却只有不完全的描述。并且他还认为界定主观经验与客观经验的特征是理解物理主义的关键，也只有这样才可达成对心身问题的更好理解。

## 批评

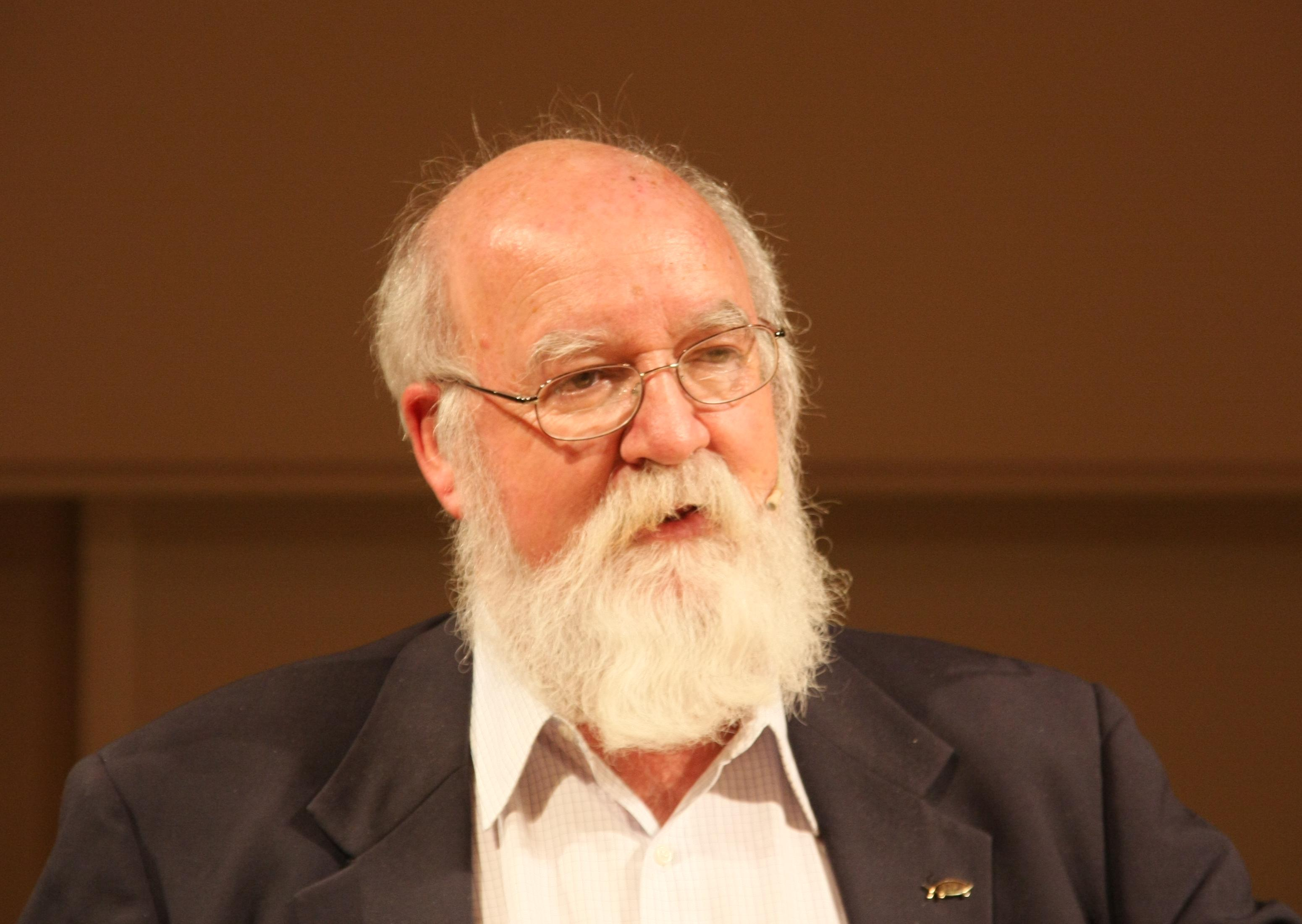
丹尼尔·德内特曾直言不讳对内格尔的这篇文章表达批评。

美国哲学家丹尼尔·德内特拒绝了内格尔关于蝙蝠的意识的不可知性。他认为蝙蝠意识中的任何“有趣或重要”的方面都可被外部观察者理解。例如，很明显蝙蝠无法探测到数米之外的物体，因为回声定位存在距离限制。德内特相信，随着未来科学发展，任何类似的经验都将被揭示出来。他还指出，内格尔所提出的并非新观点，早在1950年，B.A.法雷尔（B. A. Farrell）在《心灵》期刊上发表的文章《经验》（Experience）中就提出了类似的看法。
西蒙菲莎大学哲学教授凯瑟琳·艾金斯也提出了和德内特类似的看法，她认为过于蝙蝠大脑神经元细节（例如大脑皮层活动模式）的研究将会对内格尔在论文中提到的关于蝙蝠的主观经验难题作出解释。因此，她认为内格尔在这个核心问题上过于断然地排除了这些可能的答案。
英国哲学家彼得·哈克指出，内格尔的论证不仅在结构上存在问题，在哲学方面也存在对意识的错误定义。他表示，内格尔的这篇文章“为后续40年关于意识的混淆奠定了基础。”
美国哲学家埃里克·施维茨格贝尔和迈克尔·S·戈登（Michael S. Gordon）提出，与内格尔的观点相对，事实上人类确实存在类似蝙蝠的回声定位能力，只是这种能力通常在无意识的情况下被使用。他们用这个例子论证，普通人在正常情况下可能会对自身的经验产生严重且系统性的误解。